# Циклографічні проєкції

.

Циклографічні проєкції (англ. cyclographic projection) — проєкції у яких посторові точки зображуються колами, діаметри яких відповідають аплікатам (координатам) точок.
Під ортогональною Ц. п. основного геометричного елемента точки розуміється основа перпендикуляра, з точки простору на горизонтальну площину проєкції, по нормалі до останньої.

## Застосування
При складанні літолого-стратиграфічних планів з документацією структурних і якісних показників, креслення виготовлені в Ц п., мають велику інформативність і є корисними при складній переривчастій будові товщі гірських порід, особливо в умовах положистого і горизонтального залягання. Характеристика цим методом товщі порід і корисної копалини в точках їх вивчення (наприклад, свердловинах) може бути представлена у вигляді кругового геологічного стовпчика.